# 스타 트렉 3: 스포크를 찾아서
《스타 트랙 3: 스포크를 찾아서》(영어: Star Trek III: The Search For Spock)는 1983년에 개봉한 스타트렉의 세번째 극장판 영화이다.

## 출연

### 주연
- 윌리암 샤트너
- 레너드 니모이
- 드포레스트 켈리

### 조연
- 제임스 두한
- 조지 타케이
- 워터 코에닉
- 니셸 니콜스

## 기타
- 원조: 진 로든버리
- 협력프로듀서: 랄프 윈터
- 음향: 랜디 돔
- 미술: 존 E. 칠버그 2세
- 자문: 진 로든버리

## 같이 보기
- 스타 트렉의 영화 목록